# Stade Olympique de la Pontaise
El Stade Olympique de La Pontaise es un estadio de fútbol, situado en la ciudad de Lausana, capital del cantón de Vaud en Suiza. Sirve de sede habitual al club de fútbol FC Lausanne-Sport de la Challenge League. Allí se disputa desde 1986 la Athletissima, un encuentro de atletismo que ha sido puntuable para el Super Prux y actualmente la Liga de Diamante de la IAAF. 
El 23 de mayo de 1954, el estadio fue inaugurado oficialmente ante 43.500 espectadores. Durante la Copa del Mundo, recibió a 43.000 espectadores en la victoria por 2-1 de la selección suiza sobre Italia el 17 de junio de 1954. Siete días después, Suiza alcanzó los cuartos de final ante Austria por 7-5 ante 35.000 espectadores en lo que sigue siendo el partido más prolífico de la Copa del Mundo en goles. 
Su capacidad se reducirá gradualmente de acuerdo con las normas de seguridad a 15.850 asientos, todos sentados. Este estadio ya no está homologado para competiciones internacionales (partidos de la UEFA y de la FIFA), ni para el Campeonato de la Superliga suiza. Por lo tanto, se ha estudiado un nuevo proyecto de estadio. En octubre de 2009, los ciudadanos de Lausana rechazaron la iniciativa popular "Por los dos estadios del norte" por un 55,93% de los votos, lo que significa que el estadio de Pontaise será destruido para dar paso a un barrio ecológico en el marco del proyecto Métamorphose. Por lo tanto, la etapa actual será sustituida por dos etapas separadas. El primero estará dedicado al fútbol y estará situado a pocos kilómetros al norte del actual estadio, en la llanura de Tuilière (Stade de la Tuilière).
Tendrá capacidad para al menos 12.000 personas y se construirá en estilo inglés. Cumplirá con las directrices de la UEFA y de la FIFA. Su inauguración está prevista en noviembre de 2020. El segundo estadio estará dedicado a las pruebas olímpicas. Se trata de una ampliación y renovación del actual estadio Pierre de Coubertin en Vidy, en el distrito de los lagos de Lausana. Este estadio proporcionará normalmente 6.000 plazas y 12.000 para los eventos de Athletissima.

## Copa del Mundo 1954
Durante la V edición de la Copa Mundial de Fútbol de 1954 se realizaron tres partidos de la primera fase, un duelo por cuartos de final y uno de la semifinal. El partido por cuartos, Austria 7-5 Suiza, es el duelo con más goles en la historia de los Mundiales hasta el momento (2018).

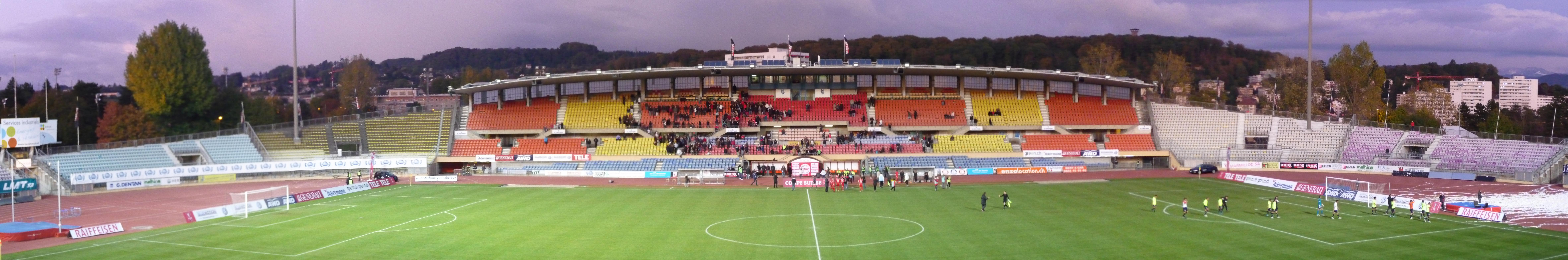
Tribuna norte del estadio.

| Fecha               | Selección #1 | Resultado | Selección #2 | Ronda                 | Espectadores |
| ------------------- | ------------ | --------- | ------------ | --------------------- | ------------ |
| 16 de junio de 1954 | Yugoslavia   | 1–0       | Francia      | Primera fase, Grupo 1 | 16 000       |
| 17 de junio de 1954 | Suiza        | 2–1       | Italia       | Primera fase, Grupo 4 | 43 000       |
| 19 de junio de 1954 | Brasil       | 1–1       | Yugoslavia   | Primera fase, Grupo 1 | 21 000       |
| 26 de junio de 1954 | Austria      | 7–5       | Suiza        | Cuartos de final      | 31 000       |
| 30 de junio de 1954 | Hungría      | 4–2       | Uruguay      | Semifinal             | 37 000       |